# GNSSリフレクトメトリ

GNSS-R系統図

GNSSリフレクトメトリ、GNSS反射率測定（英語: GNSS reflectometry (or GNSS-R) ）には、GPSなどの衛星測位システムからのナビゲーション信号の地球からの反射から測定を行うことが含まれる。地球観測に反射GNSS信号を使用するというアイデアは、1990年代半ばにラングレー研究所で普及し、GPS反射率測定法としても知られている。

## GNSS-Rの研究用途
- 高度計[3][4]
- 海洋学(波高と風速)[5]
- 雪氷圏モニタリング[2][6]
- 土壌水分モニタリング[7]

GNSSリフレクトメトリは、ナビゲーション信号を生成する衛星の個別のアクティブソースに依存するパッシブセンシング。このために、GNSS受信機は衛星からの信号遅延 (疑似距離測定) と、衛星と観測者間の距離の変化率 (ドップラー測定) を測定する。また、反射したGNSS信号の表面積から、時間遅れと周波数変化の2つのパラメータを提供し、その結果、遅延ドップラー マップ (DDM) を GNSS-Rオブザーバブルとして取得できる。DDM内の信号の形状とパワー分布は、反射面の誘電特性と粗さの状態という2つの条件によって決定される。これらの測定結果をもとに、さらに地球物理学的情報を得ることができる。
GNSSリフレクトメトリは、送信機と受信機がかなりの距離離れているバイスタティック・レーダーとして機能する。GNSSリフレクトメトリでは、1つの受信機が複数の送信機(GNSS衛星)を同時に追跡できるため、このシステムはマルチスタティックレーダーの性質も備えている。反射されたGNSS信号の受信機は、さまざまな種類のものがある。地上局、船舶計測、航空機、衛星などです。例えば、サリー・サテライト・テクノロジーが開発した災害監視衛星（Disaster Monitoring Constellation）の一部であるUK-DMC衛星は、二次反射測定ペイロードを搭載していた。この衛星には副次的な反射測定装置が搭載されており、地球低軌道上の軌道から地球の海面から反射されたGPS信号を受信・測定して波動や風速を測定することが可能であることが実証されている。